# Бормида (Савона)
Бормида (итал. Bormida) је насеље у Италији у округу Савона, региону Лигурија.
Према процени из 2011. у насељу је живело 453 становника. Насеље се налази на надморској висини од 586 м.

## Становништво
| 1951. | 1961. | 1971. | 1981. | 1991. | 2001. | 2011. |
| ----- | ----- | ----- | ----- | ----- | ----- | ----- |
| 803   | 718   | 637   | 577   | 505   | 453   | 401   |